# Svetlana Proudnikova
Svetlana Aleksandrovna Proudnikova ou Prudnikova (en russe : Светлана Александровна Прудникова) est une joueuse d'échecs russe puis yougoslave née le 18 mars 1967 à Balakovo.
Au 1er mai 2019, elle est la neuvième joueuse serbe avec un classement Elo de 2 234 points.

## Biographie et carrière
Grand maître international féminin depuis 1992, elle a remporté le championnat de Russie d'échecs en 1992 et 1998, puis le championnat de Yougoslavie d'échecs en 2000 et 2002. Elle fut vice-championne du monde junior à deux reprises (en 1986 et 1987).
Lors du tournoi interzonal féminin de 1991, Proudnikova finit à la quatrième place et fut éliminée du cycles des candidates au championnat du monde d'échecs féminin. Elle participa au championnat du monde féminin de 2001 à Moscou où elle fut éliminée au premier tour par Camilla Baginskaite.
Svetlana Proudnikova a participé à cinq olympiades d'échecs :
- en 1992, au deuxième échiquier de la Russie, médaille d'or individuelle ;
- en 1996, au troisième échiquier de la Russie, médaille de bronze par équipe ;
- en 2000, au troisième échiquier de l'équipe de Yougoslavie qui finit cinquième ;
- en 2002, au deuxième échiquier de la Yougoslavie, médaille d'or individuelle ;
- en 2004, au troisième échiquier de la Yougoslavie.

Elle a également participé à quatre championnats d'Europe par équipes avec la Russie puis la Yougoslavie.
Proudnikova a remporté la coupe d'Europe des clubs d'échecs à deux reprises, en 2000 et 2001, avec le club yougoslave d'Agrouniverzal Zemun.